# Honda Crosstour
 (mai 2018).
Si vous disposez d'ouvrages ou d'articles de référence ou si vous connaissez des sites web de qualité traitant du thème abordé ici, merci de compléter l'article en donnant les références utiles à sa vérifiabilité et en les liant à la section « Notes et références ».
La Honda Crosstour (initialement appelée Accord Crosstour) est un SUV de taille moyenne fabriqué par le constructeur automobile japonais Honda de 2009 à 2015. La production est stoppée en 2015 ainsi que celle de l'Element (qui a été abandonné à la deuxième année de Crosstour).